# نخل رافیا

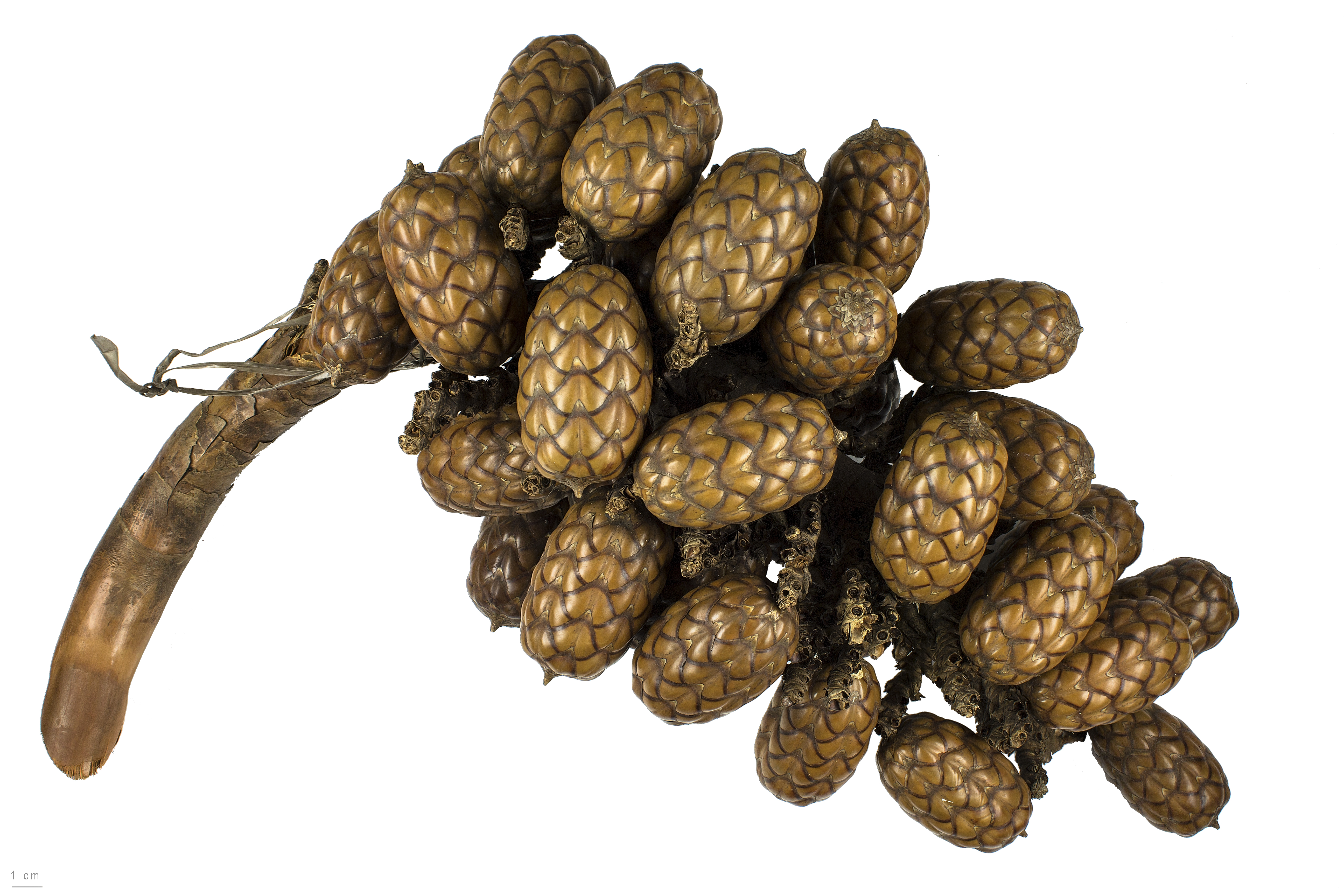
Raphia taedigera

نخل رافیا (نام علمی: Raphia) نام یک سرده از تیره نخل است.

## نگارخانه

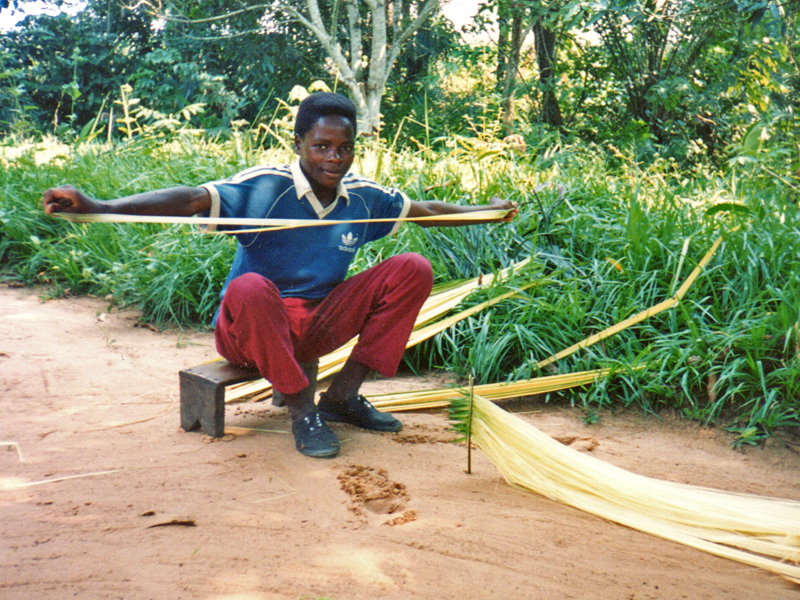
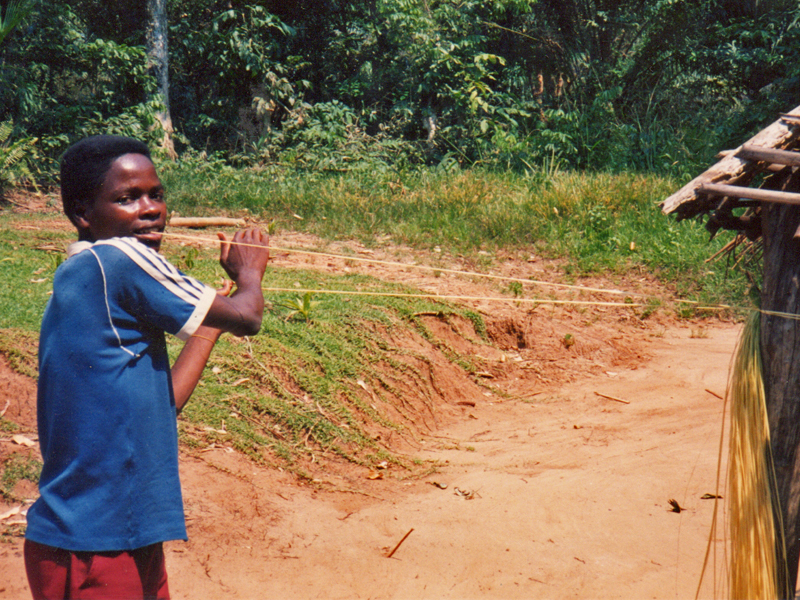
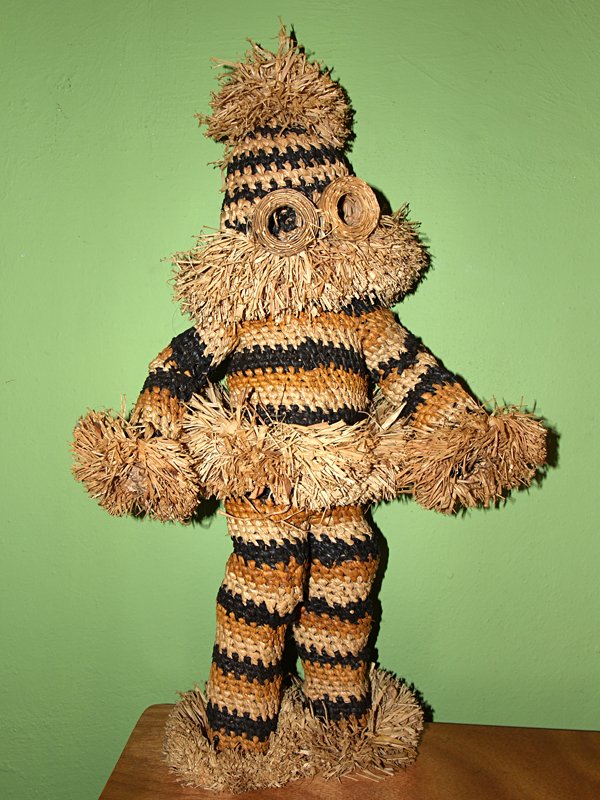